# 天庙 (星官)
天庙是中国古代星官之一，属于二十八宿中的张宿。《晋书·天文上》：“张南十四星曰天庙，天子之祖庙也。”《丹元子步天歌》：“六星似轸在星傍，张下只是有天庙。”天庙含有14颗恒星。清钦天监所编《仪象考成》及《仪象考成续编》未收录此星官，天庙所含恒星的精确位置未知。